# Tazewell (Tennessee)
Tazewell város az Amerikai Egyesült Államok Tennessee államában, Claiborne megyében, melynek megyeszékhelye. Lakosainak száma 2348 fő (2020. április 1.).

## Népesség
A település népességének változása:

| 2010 | 2 218 |
| 2020 | 2 348 |